# أنيبالي الأول بنتيفوليو
أنيبالي الأول بنتيفوليو (توفي 24 يونيو 1445) نبيل بولوني . ابن غير شرعي لأنتون غالياتسو بنتيفوليو ، حكم بولونيا من سنة 1443 حتى وفاته .
نفي عن المدينة، بسبب الموقف والده المناهض للبابوية. عاد إلى بولونيا في 1438 ، والمساهمة في تحريرها من حكم آل فيسكونتي الميلانيين . في عام 1442 سجنه نيكولو بيتشينينو في قلعة فارانو، وحرره المخلصون بعد عام .
أصبح بنتيفوليو حاكماً نافذاً لبولونيا، ولكن طعن في العام التالي.